# Pas de vacances pour Fantômette
Pas de vacances pour Fantômette est le 7e roman de la série humoristique Fantômette créée par Georges Chaulet.
Le roman, publié en 1965 dans la Bibliothèque rose des éditions Hachette, comporte 189 pages. 
Il évoque les aventures de Fantômette qui lutte contre une bande de faux-monnayeurs.
Il s'agit de la première collaboration entre Fantômette et Œil-de-Lynx, contacté par l'aventurière à la suite de la lecture par Ficelle d'un de ses articles.

## Notoriété
De 1961 à 2000, les ventes cumulées des titres de Fantômette s'élèvent à 17 millions d'exemplaires, traductions comprises.
Le roman Pas de vacances pour Fantômette a donc pu être vendu à environ 200 000 exemplaires.
Comme les autres romans, il a été traduit en italien, espagnol, portugais, en flamand, en danois, en finnois, en turc, en chinois et en japonais.

## Personnages principaux
- Françoise Dupont / Fantômette : héroïne du roman
- Ficelle : amie de Françoise et de Boulotte
- Boulotte : amie de Françoise et de Ficelle
- Œil-de-Lynx : journaliste à France-Flash
- Barberini et Casse-Tête : deux membres d'une bande de faux-monnayeurs
- Le Furet : chef de la bande de faux-monnayeurs et ennemi récurrent de Fantômette
- Alpaga et Bulldozer : hommes de main du Furet

## Résumé
Remarque : le résumé est basé sur l'édition cartonnée non abrégée parue en 1965 en langue française.
- Mise en place de l'intrigue (chapitres 1 à 4)

Fantômette a remarqué que la laverie située rue Barbemolle à Framboisy fonctionnait jour et nuit, et que deux salariés avaient souvent les mains noires. Cela a éveillé sa curiosité, si bien qu'elle se rend sur les lieux pour enquêter. Elle est faite prisonnière par les deux bandits, Casse-Tête et Barberini, qui l'obligent à pénétrer dans un lave-linge. Ils mettent la machine en route et quittent les lieux. La jeune aventurière risque de périr noyée. Mais ayant prévenu le jeune journaliste Œil-de-Lynx (de son vrai nom : Pierre Dupont) de son enquête, ce dernier vient à la laverie et délivre l'aventurière. Les bandits ont néanmoins quitté les lieux et enlevé tous les éléments matériels permettant de les incriminer pour le faux-monnayage qu'ils pratiquaient.
- Aventures et enquête (chapitres 5 à 11)

Françoise/Fantômette propose à Œil-de-Lynx de remonter la trace de la bande de faux-monnayeurs. Le jeune homme accepte. Les deux aventuriers tentent de retrouver le camion des bandits et, après enquête de voisinage, parviennent à déterminer la route qu’ils ont prise. Par suite d'indiscrétions de l'un des bandits lors de la scène de la laverie, Fantômette sait qu'ils doivent rouler toute la nuit. Françoise/Fantômette et Œil-de-Lynx remontent la piste du camion des bandits.
Après de nombreuses heures de recherche, les deux aventuriers retrouvent la trace des bandits. Tandis que Fantômette va chercher de l’aide auprès de la gendarmerie,  Œil-de-Lynx n'a pas le courage d'attendre. Il s'approche près du repaire, mais il est remarqué et fait prisonnier. Plus tard, de retour à la voiture du journaliste, Fantômette le retrouve assommé et la tête près du pot d'échappement. Casse-Tête et Barberini voulaient l'asphyxier. Elle coupe le moteur, ranime Œil-de-Lynx et ce dernier lui remet un bout de papier qu'il a récupéré. 
Les indications données sur le bout de papier mène les deux aventuriers chez M. Fripounet, à quelques dizaines de kilomètres de là. Leur enquête les amène jusqu'à la villa Les Pissenlits. Tandis que Œil-de-Lynx va chercher les secours, Fantômette pénètre dans la propriété. Elle y est faite prisonnière par son ennemi de toujours, le Furet, qui est le chef de la bande des faux-monnayeurs.
Une longue discussion a lieu entre le Furet et la jeune fille, au cours de laquelle il lui révèle qu’il lui a donné les renseignements nécessaires pour remonter la piste jusqu'à lui. Le Furet lui annonce ensuite qu'il va la faire déposer et ligoter sur une caisse contenant des explosifs et que le feu sera mis à la mèche. Fantômette sera pulvérisée par l'explosion. Aussi dit, aussi fait : Fantômette est ligotée, installée sur la caisse d'explosifs et la mèche est allumée. quelques minutes après, l'explosion a lieu.
- Dénouement et révélations finales (chapitres 12 et 13)

Le Furet ignore que pendant sa conversation avec Fantômette, Œil-de-Lynx était revenu à la villa et l'avait délivrée. L'explosion n'avais pas tué l'aventurière. La gendarmerie, alertée par Œil-de-Lynx, intervient, et les cinq bandits sont placés sous les verrous.
Les dernières pages évoquent l'« omelette aux œufs durs » créée par Boulotte et les commentaires saugrenus de Ficelle concernant Fantômette.